# Ryngold
Ryngold o Ringaudas (talvolta Ryngolt o Rimgaudas) era un leggendario Granduca di Lituania legato ai racconti sulla dinastia dei Polemonidi e presunto padre di Mindaugas, il primo re di Lituania (1251-1263). In realtà non si sa nulla di questa figura se si guardano le fonti più affidabili. La cronaca rimata della Livonia, un'opera letteraria coeva, riferisce solo che si trattasse di un potente duca, senza fornirne il nome.

## Storia del personaggio
Ryngold, figlio dell'altrettanto misterioso Algimantas e ritenuto primo Granduca di Lituania anche in testi del XIX secolo, è citato per la prima volta nella seconda redazione delle cronache lituane scritta nel 1515 e non trova appigli storici. Nell'opera, Ryngold tornava a Navahrudak dopo una vittoriosa battaglia riportata contro i mongoli nei pressi di Novgorod. Che si possa essere verificata una battaglia tra mongoli e lituani quando i primi attaccarono i secondi al fine di espandersi verso ovest è l'elemento più verosimile della storia. A rendere però meno probabile l'esistenza di Ringaudas è il fatto che il Khanato dell'Orda d'Oro effettuò sì una massiccia offensiva in direzione della Lituania tra la fine del 1230 e l'inizio del 1240, ma a quell'epoca Mindaugas aveva già unificato le popolazioni baltiche sotto il suo dominio. Il racconto delle cronache afferma che Ryngold aveva tre figli e ad uno esso, Vaišvilkas, affidò l'insediamento di Navahrudak, oggi in Bielorussia. Tuttavia, risulta da fonti contemporanee affidabili che Vaišvilkas fosse figlio di Mindaugas. La terza redazione della Cronaca lituana, nota anche come cronaca di Bychowiec, apportò una correzione per risolvere la contraddizione e indicò Ryngold come padre di Mindaugas. Questa versione della leggenda è stata resa popolare da Maciej Stryjkowski, il quale si sforzò di intersecare gli eventi realmente accaduti nella prima metà del XII in Lituania con la leggendaria genealogia dei Palominidi. Il fatto che la storia fu tramandata in età medievale e moderna, ha permesso che essa sopravvivesse ancora oggi.